# Acte de consécration au Sacré-Cœur de Jésus

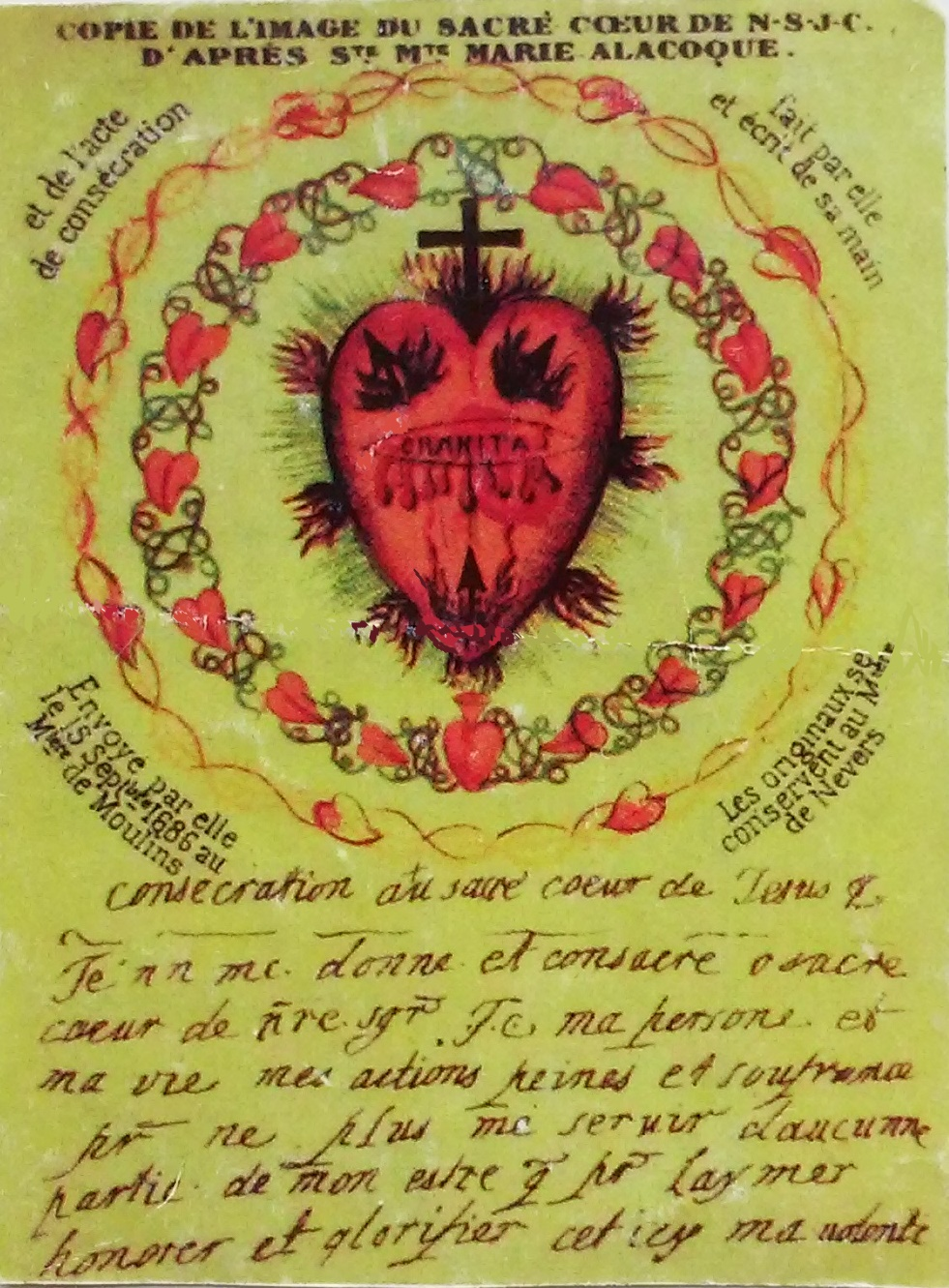
Copie d'une image du Sacré-Cœur (1686) et de l'acte de consécration écrit à la main par Margaret Mary Alacoque

 (août 2024).
La mise en forme du texte ne suit pas les recommandations de Wikipédia : il faut le « wikifier ».
Les points d'amélioration suivants sont les cas les plus fréquents. Le détail des points à revoir est peut-être précisé sur la page de discussion.
- Les titres sont pré-formatés par le logiciel. Ils ne sont ni en capitales, ni en gras.
- Le texte ne doit pas être écrit en capitales (les noms de famille non plus), ni en gras, ni en italique, ni en « petit »…
- Le gras n'est utilisé que pour surligner le titre de l'article dans l'introduction, une seule fois.
- L'italique est rarement utilisé : mots en langue étrangère, titres d'œuvres, noms de bateaux, etc.
- Les citations ne sont pas en italique mais en corps de texte normal. Elles sont entourées par des guillemets français : « et ».
- Les listes à puces sont à éviter, des paragraphes rédigés étant largement préférés. Les tableaux sont à réserver à la présentation de données structurées (résultats, etc.).
- Les appels de note de bas de page (petits chiffres en exposant, introduits par l'outil «  Source ») sont à placer entre la fin de phrase et le point final[comme ça].
- Les liens internes (vers d'autres articles de Wikipédia) sont à choisir avec parcimonie. Créez des liens vers des articles approfondissant le sujet. Les termes génériques sans rapport avec le sujet sont à éviter, ainsi que les répétitions de liens vers un même terme.
- Les liens externes sont à placer uniquement dans une section « Liens externes », à la fin de l'article. Ces liens sont à choisir avec parcimonie suivant les règles définies. Si un lien sert de source à l'article, son insertion dans le texte est à faire par les notes de bas de page.
- La présentation des références doit suivre les conventions bibliographiques. Il est recommandé d'utiliser les modèles {{Ouvrage}}, {{Chapitre}}, {{Article}}, {{Lien web}} et/ou {{Bibliographie}}. Le mode d'édition visuel peut mettre en forme automatiquement les références.
- Insérer une infobox (cadre d'informations à droite) n'est pas obligatoire pour parachever la mise en page.

Pour une aide détaillée, merci de consulter Aide:Wikification.
Si vous pensez que ces points ont été résolus, vous pouvez retirer ce bandeau et améliorer la mise en forme d'un autre article.
L'acte de consécration au Sacré-Cœur de Jésus est une prière catholique de consécration au Sacré-Cœur de Jésus.

## Histoire
La première prière personnelle de consécration fût écrite par sainte Marguerite-Marie Alacoque qui aurait, selon elle, reçu des révélations du Sacré-Cœur de la part de Jésus-Christ entre 1673 et 1675 à Paray-le-Monial en France. Elle aurait composé cette prière sous l'inspiration de Jésus, et l'aurait ensuite transmise au prêtre jésuite Jean Croiset en lui recommandant de l'inclure dans le livre qu'il s'apprêtait à publier au sujet de ses révélations personnelles. 
« Elle vient de Lui, et Il n'agréerait pas qu'elle y fût omise »
Le 21 juin 1675, jour de la future fête du Sacré-Cœur, Alacoque prétend avoir eu une vision de Jésus et rapporta le fait à son confesseur saint Claude La Colombière. À la suite de ce témoignage, Claude se consacra personnellement au Sacré-Cœur, faisant de lui la première personne à s'être consacrée au Sacré-Cœur de Jésus après Marguerite-Marie, et commença ensuite à répandre la dévotion,.
En avril 1875, le prêtre jésuite Henri Ramière présente une pétition au pape Pie IX accompagnée des noms de 534 évêques et de 23 supérieurs généraux d'ordres religieux. Le Pape approuva la demande et fit rédiger et publier par la Sacrée Congrégation des Rites un Acte de Consécration au Sacré-Cœur de Jésus. Il invita ensuite tous les fidèles à se consacrer à l'occasion du 200e anniversaire des révélations de sainte Marguerite-Marie Alacoque,.
Le 25 mai 1899, le pape Léon XIII consacre le genre humain et rédige un Acte de consécration du genre humain au Sacré-Cœur dans sa lettre encyclique Annum sacrum. Cette consécration fût rédigée notamment grâce à l'influence de Marie du Divin Cœur, qui en aurait directement reçu la demande de Jésus au travers de révélations personnelles, ainsi qu'en réponse à des demandes variées reçues depuis 25 ans. Cet acte fut proclamé dans toutes les Églises du monde le 11 juin 1899 et est appelé le « grand acte » de son pontificat,.
Le 19 mai 1908, une prière de consécration familiale connue sous le nom d'Acte de Consécration de la Famille au Sacré-Cœur fut approuvée et agrémentée d'une indulgence par le Pape Pie X,.

## La prière personnelle
Je, [nom], me donne et consacre au sacré Cœur de Notre-Seigneur Jésus-Christ, ma personne et ma vie, mes actions, peines et souffrances, pour ne plus vouloir me servir d'aucune partie de mon être que pour l'honorer, aimer et glorifier. C'est ici ma volonté irrévocable que d'être tout à lui et faire tout pour son amour, en renonçant de tout mon cœur à tout ce qui lui pourrait déplaire. Je vous prends donc, ô sacré Cœur ! pour l'unique objet de mon amour, le protecteur de ma vie, l'assurance de mon salut, le remède de ma fragilité et à mon inconstance, le réparateur de tous les défauts de ma vie et mon asile assuré à l'heure de ma mort. Soyez donc, ô Cœur de bonté ! ma justification envers Dieu le Père, et détournez de moi les traits de sa juste colère, ô Cœur d'amour ! Je mets toute ma confiance en vous, car je crains tout de ma malice et de ma faiblesse, mais j'espère tout de votre bonté. Consumez donc en moi tout ce qui vous peut déplaire ou résister. Que votre pur amour vous imprime si avant dans mon cœur que jamais je ne vous puisse oublier, ni être séparé de vous que je conjure, par toutes vos bontés, que mon nom soit écrit en vous, puisque je veux faire consister tout mon bonheur et toute ma gloire à vivre et mourir en qualité de votre esclave. Ainsi soit-il.

## Consécration de lieux et régions

### Équateur
Le 25 mars 1874, l'Équateur devint le premier pays à être consacré au Sacré-Cœur de Jésus par une action conjointe du président Gabriel García Moreno et de l'archevêque José Ignacio Checa y Barba. La consécration nationale eut lieu dans la cathédrale de Quito, située à côté du palais gouvernemental,. Peu avant la consécration, en 1873, une assemblée de 700 religieux, dont des évêques et des prêtres, se réunirent afin de rédiger un décret ecclésiastique. Ce dernier fût approuvé par le Sénat et la Chambre des députés la même année. Le 24 octobre 1874, ce décret fut publié dans le registre officiel législatif. La construction de la Basilique du Vœu national de Quito débuta en 1887 en mémoire de la consécration de l'Équateur au Sacré-Cœur de Jésus.
Le 25 mars 2024, l'Équateur renouvela sa consécration au Sacré-Cœur de Jésus à l'occasion du 150e anniversaire de la consécration nationale présidée par l'archevêque de Quito et primat de l'Équateur Alfredo José Espinosa Mateus. L'acte liturgique eut lieu dans la Basilique du Vœu national de Quito,.

### Colombie
Le 22 juin 1902, la République de Colombie fût consacrée par décret au Sacré-Cœur de Jésus à l'initiative de l'archevêque de Bogota Bernardo Herrera Restrepo. En plaidant pour la fin de la « Guerre des Mille Jours » qui avait éclaté en 1899, l'archevêque demanda au président José Manuel Marroquín de tourner la nation vers le Sacré-Cœur afin d'unir les Colombiens. José Manuel Marroquín accepta et il ordonna la construction de l'église du Vœu national de Bogota, située dans la localité de Los Martires. Cinq mois après la consécration, le 21 novembre 1902, le Traité du Wisconsin fut signé et la guerre prit fin. En 1964, la paroisse fût élevée par le pape Paul VI au rang de basilique mineure et déclarée monument national en 1975.
Le 24 juin 2022, la consécration des familles, des communautés et de la nation entière au Sacré-Cœur de Jésus a été renouvelée dans la cathédrale primatiale de Bogota par l'archevêque de Bogota et président de la conférence épiscopale de Colombie, Luis José Rueda Aparicio. L'année suivante, le 16 juin 2023, la consécration fût renouvelée une nouvelle fois dans la cathédrale de Bogota par ce même archevêque.

### Mexique
Le 11 janvier 1914, le Mexique fût consacré au Sacré-Cœur de Jésus à Mexico. À l’époque, le pays était en pleine guerre révolutionnaire et le Mexique comptait moins de 20 millions d’habitants, dont 98 pour cent se déclaraient de confession catholique.
Dix ans plus tard, le 11 octobre 1924, les évêques mexicains renouvelèrent la consécration dans la cathédrale métropolitaine de Mexico, durant une période de persécution contre les catholiques et à l'occasion du premier congrès eucharistique mexicain,.
Le 23 juin 2023, alors que des reliques de sainte Marguerite-Marie Alacoque sont en procession au Mexique, la consécration du pays fût renouvelée au cours d'une cérémonie présidée par l'évêque de León José Guadalupe Martín Rábago. Un message spécial envoyé par le pape Benoît XVI par l'intermédiaire de cardinal secrétaire d'État Angelo Sodano fût également lu au cours de la cérémonie.
En 2013, la consécration du Mexique au Sacré-Cœur de Jésus a été renouvelée par l'Église avec le soutien d'organisations laïques.
Le 26 mai 2024, à la demande d'un groupe de laïcs, le cardinal Carlos Aguiar Retes, archevêque primat du Mexique, renouvela la consécration du Mexique au Sacré-Cœur de Jésus, la considérant « opportune en ce moment de l'histoire du pays ». L'acte eut lieu dans la basilique Notre-Dame de Guadalupe à Mexico, pendant la solennité de la Sainte-Trinité,,.

### Espagne
En 1733, au cours d'une adoration eucharistique, le bienheureux jésuite Bernardo de Hoyos aurait reçu des révélations du Sacré-Cœur, lui disant : « Je régnerai en Espagne, et avec plus de vénération qu'ailleurs ». À la suite des révélations de Hoyos à Valladolid, la dévotion au Sacré-Cœur de Jésus commença à se répandre dans toute l'Espagne.
L’année 1911 est parfois considérée comme la date à laquelle l’idée de consacrer l’Espagne au Sacré-Cœur émergea parmi le peuple espagnol. Plus tard, avec l'émergence de la Première Guerre mondiale et l'arrivée de Benoît XV au pontificat, cette idée gagna en popularité dans un espoir d'apporter la paix dans le monde et en gardant à l'esprit la recommandation faite par le pape Léon XIII en 1900.

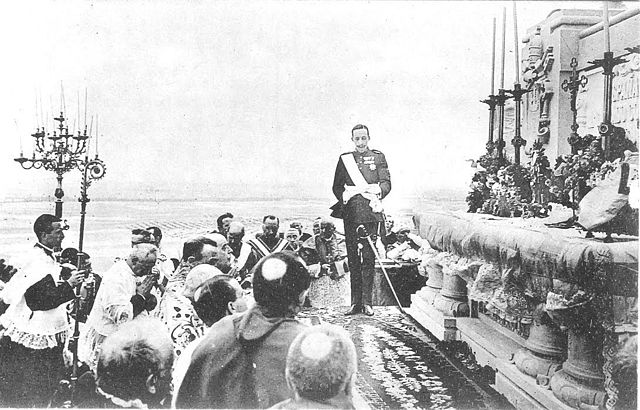
Le roi Alphonse XIII consacrant l'Espagne au Sacré-Cœur en 1919.

L'Espagne fût officiellement consacrée au Sacré-Cœur le 30 mai 1919 au cours d'un acte solennel auquel participèrent le roi Alphonse XIII et son gouvernement, le nonce d'Espagne Francesco Ragonesi, les évêques ainsi que le prêtre Mateo Crawley-Boevey. L'idée de consacrer l'Espagne au Cœur de Jésus, comme ce fût le cas dans d'autres pays, fût née d'une « initiative de laïcs ». Avant la bénédiction finale, un télégramme du pape Benoît XV fût lu devant l'assemblée. Le nonce donna la bénédiction papale, puis le Saint-Sacrement fût solennellement exposé. Ensuite, le roi Alphonse XIII lut la prière de consécration au Sacré-Cœur écrite par le prêtre Mateo Crawley-Boevey en mémoire de la promesse faite par Jésus-Christ au bienheureux Bernardo de Hoyos : « Je régnerai en Espagne ». Parallèlement à la consécration, un mouvement lié au « Règne Social du Christ » et à la dévotion au Sacré-Cœur de Jésus était né en Espagne. La consécration eut lieu sur la Colline des Anges, devant le monument du Christ construit quelques années auparavant et qui sera par la suite détruit par des milices républicaines au cours de la Guerre d'Espagne.
En 1936, éclate la guerre civile espagnole au cours de laquelle le monument est détruit. Cinq jeunes hommes furent tués pour avoir tenté de défendre le monument contre les attaques des miliciens républicains. Cinq jours plus tard, les miliciens tirèrent sur la statue et l'attaquèrent de différentes manières, mais en raison de la dureté du matériau, ils durent la détruire avec de la dynamite, ne laissant que quelques amas encore présents à ce jour. Après la guerre, le régime de Franco reconstruisit le monument à l'image du précédent, bien qu'un peu plus grand. Cette statue fût inaugurée en 1965. En 1975, un sanctuaire est construit au pied du monument.
Le 30 juin 2019, l'Église espagnole renouvela la consécration de l'Espagne au Sacré-Cœur lors d'une cérémonie organisée sur l'esplanade du sanctuaire de la Colline des Anges, au pied du monument à l'image de la consécration de 1919. La cérémonie s'est déroulée en présence de quatre cardinaux, plus de vingt archevêques et évêques, ainsi que plus de 12 000 personnes. L'évêque de Getafe, Carlos Osoro présida la cérémonie en présence de l'ancien nonce du pape François en Espagne, Renzo Fratini, qui transmit une bénédiction du pape.
En Espagne, pas moins de 326 monuments au Sacré-Cœur ont été érigés dans des lieux publics. On retrouve également des images du Sacré-Cœur dans des milliers d'églises et sur de nombreux carrelages exposés dans diverses communes.

### Pologne
Le 27 juillet 1920, face à la menace bolchévique, le cardinal Edmond Dalbor et les évêques polonais se réunirent à Jasna Góra et consacrèrent la nation et la patrie polonaise au Sacré-Cœur de Jésus. Trois semaines plus tard, la Pologne battait l'Armée rouge au cours de la bataille de Varsovie, également connue sous le nom de « Miracle sur la Vistule ». Le pape Benoît XV félicita les évêques pour la consécration de leur pays au Sacré-Cœur.
En 1921, la consécration de la Pologne fut renouvelée dans la basilique du Sacré-Cœur de Jésus de Cracovie, une nouvelle église érigée et consacrée au Sacré-Cœur en guise d'offrande votive de gratitude pour l'indépendance retrouvée après la guerre.
La consécration de la Pologne fût depuis renouvelée en 1951, en 1976, en 2011 et en 2021. Le dernier renouvellement de la consécration fût fait le 11 juin 2021 à l'occasion du 100e anniversaire du premier acte par l'archevêque Stanislaw Gądecki et les évêques polonais dans la basilique du Sacré-Cœur de Jésus à Cracovie.

### Costa Rica
Le 4 novembre 1921, l'archevêque Rafael Otón Castro Jiménez, alors archevêque de San José, consacra l'archidiocèse de San José qui couvrait alors près de l'entièreté du pays.

### Bolivie
La Bolivie fût consacrée au Sacré-Cœur de Jésus le 7 août 1925,.
Le 15 avril 2018, dans la Cathédrale de Cochabamba, les évêques boliviens renouvelèrent la consécration aux Cœurs Sacrés de Jésus et de Marie dans le cadre de la future canonisation de sainte Nazaria Ignacia March Mesa, ainsi que d'autres évenements importants pour l'Église bolivienne. Selon Richard Romero, président du Conseil national des laïcs de Bolivie, la demande de renouvellement fût adressée aux évêques par les présidents des Conseils des laïcs et à l'initiative de laïcs du pays,.

### Brésil
Le Brésil fût consacré au Sacré-Cœur de Jésus en 1931 par le cardinal Sebastião Leme lors de l'inauguration de la statue du Christ Rédempteur sur le mont Corcovado à Rio de Janeiro.
Le 12 avril 2020, le dimanche de Pâques, l'archevêque de Rio de Janeiro et le cardinal Orani João Tempesta renouvelèrent l'acte de consécration du Brésil au Sacré-Cœur de Jésus au pied du monument du Christ Rédempteur.

### Honduras
Le Honduras fût consacré au Cœurs Sacrés de Jésus et de Marie le 16 août 1959. A cette occasion, le pape Jean XXIII transmit un message radio aux catholiques honduriens présents durant la cérémonie.

### Argentine
Le 28 octobre 1945, l'Argentine est consacrée au Sacré-Cœur de Jésus lors d'une cérémonie organisée à Buenos Aires, au cours de laquelle le pape Pie XII adressa un message radio.
À l'occasion du 202e anniversaire de la déclaration d'indépendance de l'Argentine le 9 juillet 2018, le chef du gouvernement de la ville de Buenos Aires, Horacio Rodríguez Larreta, consacra sa vie, son administration et la ville de Buenos Aires au Sacré-Cœur de Jésus dans la Cathédrale Métropolitaine,.

### Pérou
Le 16 octobre 2016, le président du Pérou Pedro Pablo Kuczynski participa à un petit-déjeuner de prière nationale, accompagné de la première dame et d'autres hommes politiques tels que le président du Congrès Luz Salgado, au cours duquel il consacra le Pérou et sa famille au Sacré-Cœur de Jésus lors d'une cérémonie religieuse.

### Syrie
Le 29 septembre 2017, plusieurs Églises catholiques orientales, dont les catholiques maronites, melchites, syriaques et arméniens, consacrèrent conjointement la Syrie au cœur de Jésus et Marie dans un effort commun pour « apporter une paix durable à une terre déchirée par la guerre ». Elias Sleman dirigea les célébrations à Damas avec l'évêque maronite Samir Nassar de Damas. L'acte formel de consécration fût suivi d'une cérémonie de prières qui eurent lieu dans tout le pays, notamment à Damas, Alep, Homs, Lattaquié, Tartous et Haba. Des chrétiens orthodoxes ont également participé à la cérémonie de prières.

### Turquie
L'Église catholique de Turquie fût consacrée au Sacré-Cœur de Jésus le 7 juin 2024 dans la cathédrale Saint-Jean d'Izmir, en la présence du nonce apostolique en Turquie Marek Solczynski et de son conseiller Alessandro Ambrino. Les archevêques de quatre confessions catholiques de Turquie furent présents lors de la consécration, ainsi que le prêtre James Paxton de l'Église anglicane,.

### La consécration de 24 pays à Fátima

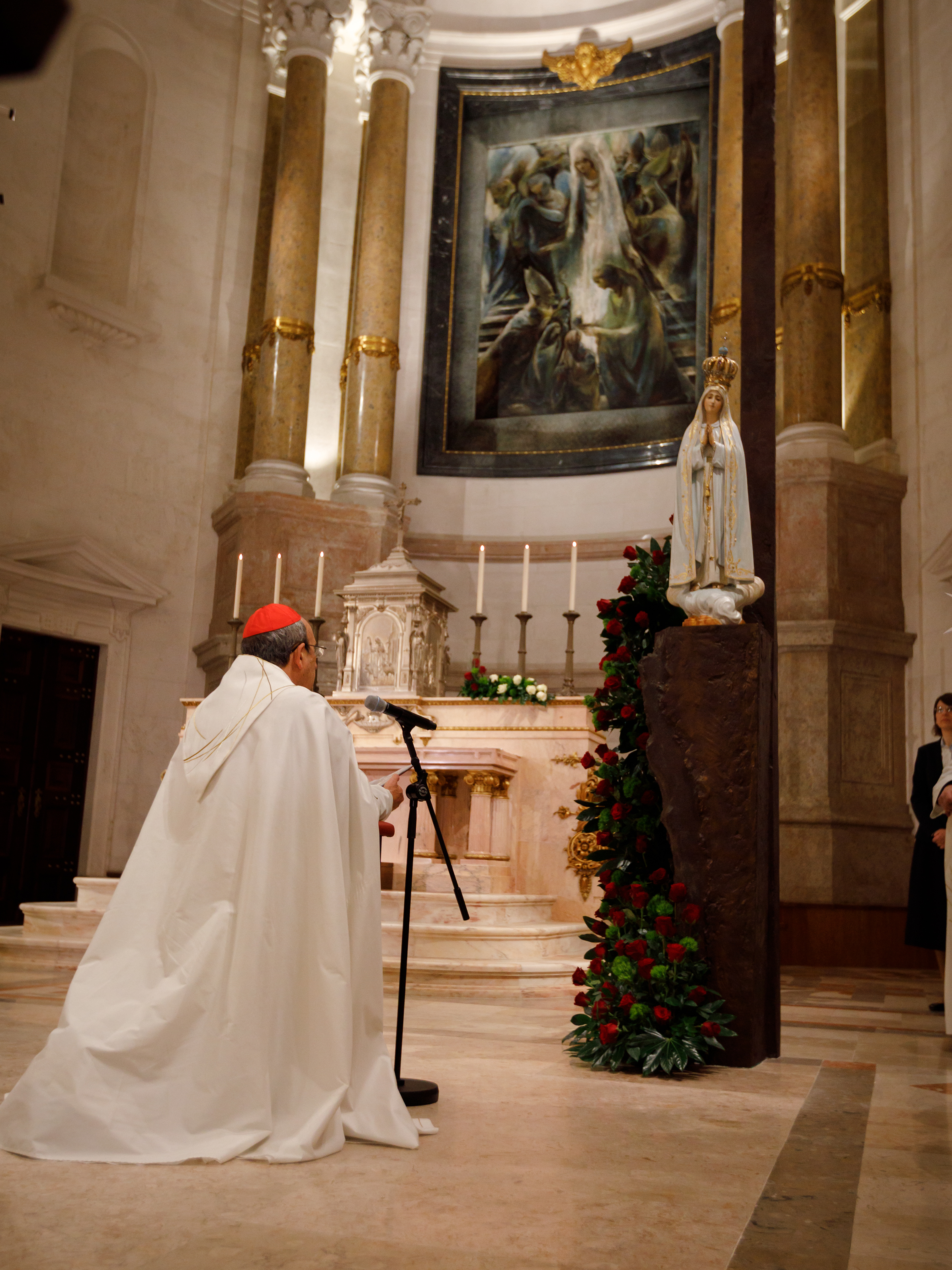
Consécration du Portugal, de l'Espagne et 22 autres pays à Fátima par le cardinal Antonio do Santos Marto, le 25 mars 2020.

Le 25 mars 2020, durant la pandémie mondiale de Covid-19, le cardinal Antonio dos Santos Marto renouvela la consécration du Portugal et de l'Espagne aux Cœurs de Jésus et de Marie et consacra également 22 autres pays, parmi lesquels certains furent consacrés pour la première fois. L'acte de consécration eut lieu au Sanctuaire de Notre-Dame de Fátima à Fátima. Les évêques portugais invitèrent les présidents des autres conférences épiscopales nationales à demander que leur nation soit ajoutée à la liste. En plus de l'Espagne et le Portugal, les 22 autres pays consacrés à la demande de leurs conférences épiscopales respectives furent les suivants : Albanie, Bolivie, Colombie, Costa Rica, Cuba, Slovaquie, Guatemala, Hongrie, Inde, Mexique, Moldavie, Nicaragua, Panama, Paraguay, Pérou, Pologne, Kenya, République dominicaine, Roumanie, Tanzanie, Timor oriental et Zimbabwe,.